# Ignacio Noriega
Ignacio Noriega (San Roque del Acebal, 21 de agosto de 1924 – Arriondas, 6 de noviembre de 2009) fue un gaitero español del Principado de Asturias.  Está considerado como uno de los referentes de la  gaita en el oriente de Asturias. Músico de la vieja escuela, el mismo fabricaba los fuelles de sus instrumentos y actuaba regularmente en las fiestas tradicionales de la región.

## Inicios
Comenzó a tocar de forma autodidacta con una gaita gallega, pero pronto se pasó a la gaita asturiana. Realizó su primer recital en la localidad de Rozagás (Peñamellera Alta), con motivo de la fiesta de San Francisco, para lo cual tuvo que realizar el trayecto caminando durante tres horas y cruzar la sierra de Cuera, en cuyo alto había quedado con el tamboritero que le iba a acomapañar. Cuenta él mismo que llevaba en aquella gaita uno de los primeros fuelles que había hecho, pero que no estaba bien curtido, por lo que se le arrimaban muchas moscas al olor de la piel.

## Discografía
- Misa asturiana de gaita y otras canciones religiosas de Llanes (1977). Disco realizada en colaboracíón con el Cuarteto Cea, contiene la misa asturiana de gaita y otras piezas populares, entre ellas villancico de los Reyes, ronda de animas, ronda de jueves santo, Aguinaldos de parres (Romance del nacimiento) y No hay tal andar (villancico).[6] La Misa de gaita ha sido declarada bien de interés cultural y es fruto de una larga tradición litúrgica de al menos 400 años de antigüedad en la que se incorporó la gaita a las melodías del canto llano transformadas con diferentes matices.[7]
- Ignacio Noriega. El gaiteru de San Roque l’Acebal.[8] Contiene las siguientes piezas:
  - Pasacalles
  - Pericote. Baile tradicional del concejo de Llanes (Asturias) que también se interpreta en otras localidades. Esta danza ha sido declarada bien de interés cultural inmaterial de Cantabria.[9][10]
  - Valsiaos del Oriente
  - Jota de la Magdalena. Es un baile por parejas del que existen referencias escritas desde el siglo XVIII. Los pasos son similares a los de la jota asturiana. Esta versión fue compuesta por Segurra Ricci y Verguilla en el siglo XIX.
  - Asturias de mi querer
  - La Procesión
  - Por la calle de Alcalá
  - Danza Peregrina. En este baile tradicional los danzantes están vestidos con el atuendo de los peregrinos que realizan el Camino de Santiago. Se trata de una reminiscencia del paso de los peregrinos por la población de Llanes durante la Edad Media.
  - Danza de Arcos. Danza tradicional asturiana.
  - Bendito, bendito
  - Ya la higuera se secó
  - Yo vendo unos ojos negros
  - Trepeletré. Es un baile de cortejo en el que los mozos bailan alrededor de las mozas buscando pareja.
  - La jota’l Cuera – El Resayu
  - Las banderas de Portugal (sic). el título original es "Las Lavanderas de Portugal", tema sacado de la película francesa del mismo nombre (Pierre Gaspard-Huit, 1957).